# 内海智行
内海 智行（うつみ ともゆき、1963年 - ）は、日本の建築家・インテリアデザイナー。茨城県水戸市出身。ミリグラムスタジオ代表、日本大学理工学部建築学科非常勤講師。

## 略歴
- 1986年 多摩美術大学美術学部建築科（現:環境デザイン学科）卒業。その後、英国王立芸術大学院、筑波大学大学院修士課程を修了。
- 1991年から1992年 - 英Derek Walker Associates
- 1992年から1997年 - 大成建設設計本部
- 1998年 - ミリグラムスタジオ（Milligram architectural studio）設立、同代表に就任。
- 2004年から2009年 - 慶應義塾大学環境情報学部非常勤講師。
- 2010年から - 日本大学理工学部建築学科非常勤講師。

## 受賞歴
- 1988年 JCS日本商業空間デザイン賞・入賞
- 1990年 イングリッシュ・ナショナルバレー団・セットデザイン・コンペティション・最優秀賞
- 1991年 ドッグランド・ショウ・フラット・デザイン・コンペティション・優秀賞
- 1992年 AJ／Bovis Award for architecture, at the Royal Academy of Art Summer Exhibition,London,U.K.受賞
- 2002年 東京建築士会住宅建築賞奨励賞
- 2008年 The International Architecture Awards at The Chicago Athenaeum受賞